# 난쟁이가지뿔영양
난쟁이가지뿔영양(학명 : Capromeryx minor)은 가지뿔영양과에 속하는 멸종한 가지뿔영양의 근연종 중 하나이다. 라 브레아 타르 피츠와 캘리포니아, 텍사스 등지에서 화석이 발굴되었다.